# Tercera División Grupo 8
De Tercera División RFEF Grupo 8 is een van de regionale divisies van de Tercera División RFEF, de vijfde  voetbaldivisie van Spanje. Het is de eerste divisie in de regio Castilië en León en de Tercera División Grupo 8 bevindt zich in dat opzicht onder de Segunda División RFEF en boven de Regional Primera División Regional Aficionados de Castilla y León.

## Opzet
Er zijn 20 clubs die in een competitie tegen elkaar uitkomen. De kampioen promoveert automatisch en de nummers 2 t/m 5 spelen play-offs om één plaats in de Segunda División RFEF. De nummers 18, 19 en 20 dalen af naar de Preferente.
SD Almazán ·
Arandina CF ·
Atlético Astorga CF · 
Atlético Bembibre ·
Atlético Tordesillas ·
Real Ávila CF ·
CD Becerril ·
CD Beroil Bupolsa ·
Real Burgos niet CF · 
CD Burgos ·
CD Cebrereña ·
CD Colegios Diocesanos ·
Gimnástica Segoviana CF ·
Cultural Leonesa B ·
La Beñeza FC ·
CD La Granja ·
CD La Virgin del Camino ·
CD Mirandés B ·
Numancia B ·
CD Palencia Cristo Atlético ·
CD Peñaranda ·
Salamanca CF B ·
UD Santa Marta